# 踊れ!きゅーきょく哲学
「踊れ!きゅーきょく哲学」（おどれ！きゅーきょくてつがく）は、上坂すみれの楽曲。上坂と月蝕會議が作詞、月蝕會議が作曲を手がけた。上坂の8枚目のシングルとして2017年7月12日にキングレコードから発売された。

## 概要
前作「恋する図形 (cubic futurismo)」から約1年ぶりのシングル。発売形態は通常盤（KICM-1767）と期間限定盤（KICM-91767）の2種類で、期間限定盤には表題曲「踊れ!きゅーきょく哲学」のミュージック・ビデオが収録されたDVDが付属する。
「踊れ!きゅーきょく哲学」のプロデュースは音楽クリエイターギルドバンドの月蝕會議が担当した。月蝕會議にとってプロデュース第1弾作品となる。作詞は上坂すみれと月蝕會議の共作で、上坂が作詞を担当するのは2014年発売の3rdシングル「パララックス・ビュー」に収録された「無窮なり趣味者集団」以来となる（共作は初）。TVアニメ『アホガール』のエンディングテーマとして使用された。ミュージック・ビデオは前作「恋する図形 (cubic futurismo)」と同様にスマートフォンに特化した縦型映像で、タッチやスワイプするタイミングによって毎回異なる映像を観ることができる。
カップリング曲の「ヤバい○○」は上坂初の冠テレビ番組『上坂すみれのヤバい○○』のテーマソングとして制作された楽曲で、ザ・プーチンズが書き下ろした。ザ・プーチンズの街角マチオ、SONE太郎が作詞、作曲を担当した。「最先端△ガール」は内田真礼とのコラボ曲となっている。

## シングル収録トラック
| #         | タイトル                                                   | 作詞                 | 作曲                 | 編曲      | 時間  |
| --------- | ---------------------------------------------------------- | -------------------- | -------------------- | --------- | ----- |
| 1.        | 「踊れ!きゅーきょく哲学」                                  | 上坂すみれ、月蝕會議 | 月蝕會議             | 月蝕會議  | 04:09 |
| 2.        | 「ヤバい○○」                                               | 街角マチオ、SONE太郎 | 街角マチオ、SONE太郎 | 谷地村啓  | 03:36 |
| 3.        | 「最先端△ガール feat. 内田真礼」(歌：上坂すみれ、内田真礼) | ヒゲドライバー       | ヒゲドライバー       | 橘亮祐    | 03:57 |
| 4.        | 「踊れ!きゅーきょく哲学」(off vocal ver.)                  |                      |                      |           | 04:09 |
| 5.        | 「ヤバい○○」(off vocal ver.)                               |                      |                      |           | 03:36 |
| 6.        | 「最先端△ガール feat. 内田真礼」(off vocal ver.)           |                      |                      |           | 03:56 |
| 合計時間: | 合計時間:                                                  | 合計時間:            | 合計時間:            | 合計時間: | 23:23 |

| #  | タイトル                               | 作詞 | 作曲・編曲 |
| -- | -------------------------------------- | ---- | ---------- |
| 1. | 「踊れ!きゅーきょく哲学」(MUSIC VIDEO) |      |            |